# Bundesstraße 87
De Bundesstraße 87 (ook wel B87) is een bundesstraße in  de Duitse deelstaten Brandenburg, Saksen, Saksen-Anhalt en Thüringen.
De B87 begint bij Frankfurt (Oder) en loopt verder langs de steden Lübben (Spreewald), Torgau, Leipzig, Weißenfels, Naumburg, Apolda en verder naar Ilmenau. De B87 is ongeveer 317 kilometer lang.

## Routebeschrijving
Brandenburg
De B87 begint in Frankfurt op een kruising met de B5 vlak bij de Poolse grens. De weg loopt door de stad kruist de A12.  De weg loopt door Markendorf en langs Müllrose. Dan loopt de B87 naar Beeskow waar ze ze samenloopt met de B168. In het gehucht Birkenhainchen-Brjazinka kruist ze de B179 waarna ze door de stad Lübben waar de B115 op aansluit. De B87 loopt  naar het zuidwesten en kruist bij afrit Düben de A13. Vervolgens passeert men Luckau waar ze samenloopt met de B96. De B87 loopt nu verder door Schlieben en Herzberg waar men de B101 kruist. Niet ver ten zuiden de Herzberg volgt de grens met Saksen.
Saksen
De B87 loopt door Torgau, waar ze samenloopt met de B183 en kruist de B182. De B87 loopt verder langs Eilenburg en  kruist ze de B107. De  B87 loopt verder door de stad Taucha. Direct ten zuidwesten van Taucha kruist men bij afrit Leipzig-Nordost de A14 en komt in Leipzig. In Leipzig kent de B87 een gezamenlijk verloop met zowel de B2 als de B6. De B87 loopt in zuidwestelijke richting de stad uit en komt door Markranstädt waar de B186 kruist. Ten zuidwesten van Markranstädt volgt de deelstaatgrens met Saksen-Anhalt
Saksen-Anhalt
De B87 loopt door Lützen en eindigt bij afrit Lützen op de A38.
Vervanging
Tussen afrit Lützen A38 en Weißenfels  is de B87 vervangen door de A38,  A9 en de B91.
Voortzetting
Vanaf afrit Weißenfels-Süd loopt de B87 door Weißenfels en Wethau en sluit de B180 en lopen ze samen naar Naumburg hier splitst de B180. De B87 loopt verder door Bad Kösen en Eckartsberga waar de B250 aansluit. Niet ver ten zuiden van Eckartsberga ligt de deelstaatsgrens met Thüringen.
Thüringen
De B87 loopt door Rannstedt langs de stad Apolda en komt door Rödigsdorf. Bij Umpferstedt kruist men de B7 dan komt men door Mellingen waarna de B87 bij afslag Apolda eindigt op de A4.
Van het parallelle verloop aan de B85 en de A71 is de B87 tussen de A4 en Ilmenau afgewaardeerd tot Landesstraße.
B1 · B2 · B4 · B5 · B75 · B76 · B77 · B87 · B96 · B96a · B96b · B97 · B101 · B102 · B103 · B104 · B105 · B106 · B107 · B108 · B109 · B110 · B111 · B112 · B112n · B113 · B115 · B122 · B156 · B158 · B166 · B167 · B168 · B169 · B179 · B182 · B183 · B187 · B188 · B189 · B190n · B191 · B192 · B193 · B194 · B195 · B196 · B197 · B198 · B199 · B200 · B201 · B202 · B203 · B204 · B205 · B206 · B207 · B208 · B209 · B246 · B320 · B321 · B404 · B430 · B431 · B432 · B434 · B435 · B495 · B501 · B502 · B503
B1 · B2 · B4 · B6 · B6n · B7 · B19 · B27 · B62 · B71 · B71n · B79 · B80 · B81 · B84 · B85 · B86 · B87 · B88 · B89 · B90 · B91 · B92 · B93 · B94 · B95 · B96 · B97 · B98 · B99 · B100 · B101 · B107 · B115 · B156 · B169 · B170 · B171 · B172 · B172a · B172b · B173 · B174 · B175 · B176 · B178 · B180 · B181 · B182 · B183 · B183a · B184 · B185 · B186 · B187 · B187a · B188 · B189 · B190 · B190n · B242 · B243 · B244 · B245 · B245a · B246 · B246a · B247 · B248 · B248a · B249 · B250 · B278 · B280 · B281 · B282 · B283 · B285